# 19 Aquarii
19 Aquarii, som är stjärnans Flamsteed-beteckning, är en ensam stjärna belägen i den östra delen av stjärnbilden Vattumannen. Den har en skenbar magnitud på 5,71 och är svagt synlig för blotta ögat där ljusföroreningar ej förekommer. Baserat på parallaxmätning inom Hipparcosuppdraget på ca 12,6 mas, beräknas den befinna sig på ett avstånd på ca 260 ljusår (ca 80 parsek) från solen. Den rör sig närmare solen med en heliocentrisk radiell hastighet på ca -21 km/s. Eggen har listat stjärna som en blå straggler och medlem av superhopen HR 1614.

## Egenskaper
19 Aquarii är en blå till vit stjärna i huvudserien av spektralklass A8 V. Den har en massa som är ca 1,9 gånger större än solens massa, en radie, som är ca 2,8 gånger större än solens och utsänder från dess fotosfär ca 26 gånger mera energi än solen vid en effektiv temperatur av ca 8 100 K.